# Oediopalpa brunnea
Oediopalpa brunnea es una especie de insecto coleóptero de la familia Chrysomelidae.
Fue descrita científicamente en 1943 por Uhmann.